# Apostolepis multicincta
Apostolepis multicincta är en ormart som beskrevs av Harvey 1999. Apostolepis multicincta ingår i släktet Apostolepis och familjen snokar. Inga underarter finns listade i Catalogue of Life.
Arten förekommer i södra Bolivia. Den lever i regioner som ligger 700 till 2040 meter över havet. Habitatet utgörs av torra skogar och av landskapet Gran Chaco. Troligtvis besöks även jordbruksmark som inte brukas intensivt. Individerna gräver i marken och är nattaktiva.
Intensivare jordbruk skulle hota beståndet. I utbredningsområdet finns minst en skyddszon. IUCN kategoriserar arten som livskraftig (LC).